# Проклятие Кеннеди
Проклятие Кеннеди (англ. Kennedy curse) — термин, означающий погибших и пострадавших в ходе различных происшествий членов американской семьи Кеннеди. По мнению некоторых исследователей, такой набор происшествий не является маловероятным для большого семейства на протяжении нескольких поколений.

## Семья Кеннеди
Большая часть происшествий связана с двумя поколениями семьи — детьми и внуками Джозефа Патрика Кеннеди-старшего (1888—1969) и Розы Кеннеди (1890—1995).
Всего детей было девять:
- Джозеф Патрик Кеннеди-младший (1915—1944)
- Джон Фицджералд Кеннеди, президент США (1917—1963)
- Розмари Кеннеди (1918—2005)
- Кэтлин Кавендиш, маркиза Хартингтон (1920—1948)
- Юнис Кеннеди Шрайвер (1921—2009)
- Патриция Кеннеди (1924—2006)
- Роберт Фрэнсис Кеннеди, бывший генеральный прокурор США, сенатор от штата Нью-Йорк и кандидат на пост президента (1925—1968)
- Джин Кеннеди Смит (1928—2020)
- Эдвард Мур Кеннеди, сенатор от штата Массачусетс (1932—2009)

## Хронология
Ниже без уточнений о положении в семье Кеннеди перечислены дети Джозефа Патрика-старшего и Розы.
- 1941 год — Розмари Кеннеди проведена хирургическая операция, сделавшая её инвалидом[3][4][5].
- 12 августа 1944 года — Джозеф Патрик Кеннеди-младший погиб во время выполнения секретной военной миссии[3][4][5].
- 13 мая 1948 год — Кэтлин Кавендиш погибла в авиакатастрофе[3][4][5].
- 9 августа 1963 года — Патрик Бувье Кеннеди (англ. Patrick Bouvier Kennedy), сын Джона Кеннеди, умер спустя 39 часов после рождения[3][5].
- 22 ноября 1963 года — Джон Кеннеди был убит во время поездки по Далласу[3][4][5].
- 19 июня 1964 года — Эдвард Кеннеди попал в авиакатастрофу, в ходе которой погибли его помощник и пилот, а сам Эдвард несколько месяцев провёл в больнице[4].
- 6 июня 1968 года — Роберт Кеннеди был застрелен и скончался от тяжёлых ранений[3][4].
- 18 июля 1969 года — Эдвард Кеннеди попал в автокатастрофу[англ.] на острове Чаппакуиддик[англ.], в ходе которой погибла его помощница Мэри Джо Копечне[3][4][5].
- 13 августа 1973 года — Джозеф Патрик Кеннеди II, сын Роберта Кеннеди, путешествовавший вместе с братом Дэвидом Энтони Кеннеди (англ. David Kennedy), попал в автокатастрофу, в результате которой сопровождавшая Дэвида девушка Пэм Келли была парализована[3][5].
- 17 ноября 1973 года — Эдвард Мур Кеннеди-младший[англ.], сын Эдварда Кеннеди, потерял правую ногу из-за рака[3][5].
- 25 апреля 1984 года — Дэвид Энтони Кеннеди[англ.] (англ. David Kennedy), сын Роберта Кеннеди, умер от передозировки кокаина и петидина[3][4][5].
- 1986 год — Патрик Джозеф Кеннеди-младший[англ.], сын Эдварда Кеннеди, прошёл курс лечения от кокаиновой зависимости[3].
- 1 апреля 1991 года — Уильям Кеннеди Смит[англ.], сын Джин Кеннеди Смит, был обвинён в изнасиловании, но оправдан[3][5].
- 31 декабря 1997 года — Майкл Лемойн Кеннеди[англ.], сын Роберта Кеннеди, погиб во время катания на лыжах[3][5].
- 16 июля 1999 года — Джон Кеннеди-младший, сын Джона Кеннеди, и его жена Кэролин вместе с сестрой погибли в результате авиакатастрофы[3][4].